# Pan minisc'
Il pan minisc' è un dolce tipico della Basilicata a base di mosto d'uva, farina e zucchero.

## Descrizione
L'origine del nome è incerta: potrebbe significare "pane di mosto" o "pane mischiato" e la pronuncia varia a seconda delle zone, così come la denominazione (è altresì conosciuto come farinata e, nell'aviglianese e nel potentino, viene chiamato paparotta). Tradizionalmente legato alla vendemmia, era un'ottima fonte di energie per i contadini quando dovevano affrontare faticose giornate di lavoro.

## Preparazione
Il mosto viene portato a bollore in una pentola a fiamma bassa e, una volta tolto dal fuoco, viene mescolato con farina di grano duro, zucchero, spezie. Riportato sul fuoco, il composto viene continuamente girato fino a quando non diventa addensato. In seguito, viene disposto in un piatto per raffreddarsi ed, infine, essere servito. Il pan minisc' può essere consumato sia come dolce al cucchiaio, sia tagliato in piccole porzioni e gustato con le mani; a seconda della consistenza che si vuol dare al prodotto finale.

## Varianti
Nelle diverse varianti si possono usare sia uva nera che uva bianca o entrambe, ottenendo un colore diverso (dal rosato al violaceo) ed un sapore leggermente differente (più dolce oppure più aspro). Ad Avigliano, il mosto viene aromatizzato con cannella e/o chiodi di garofano mentre in altre zone come la Val d'Agri possono essere aggiunti pinoli, castagne, uva passa o fichi secchi.